# FK Napredak Kruševac
Maillots
Actualités
Dernière mise à jour : 10 décembre 2024.
Le Fudbalski Klub Napredak Kruševac (en serbe : Фудбалски Клуб Haпpeдaк Крушевац), plus couramment abrégé en FK Napredak Kruševac, est un club serbe de football fondé en 1946 et basé dans la ville de Kruševac.
Le club évolue depuis la saison 2016-2017 en Super liga, la première division serbe.

## Histoire du club

### Historique
- 1946 : fondation du club

### Histoire
Il est le résultat de la fusion du Zakić, du Badža et du 14. Oktobar. Le terme Napredak signifie progrès en serbe.

## Bilan sportif

### Palmarès
| Compétitions nationales                                           | Anciennes compétitions |
| ----------------------------------------------------------------- | --- |
| - Championnat de Serbie D2 (2) : - Champion : 2012-13 et 2015-16. | - Coupe de Serbie-et-Monténégro : - Finaliste : 1999-00. - Championnat de Serbie-et-Monténégro D2 (2) : - Champion : 1999-00 et 2002-03. - Championnat de Yougoslavie D2 (4) : - Champion : 1957-58 (Zone IV), 1975-76 (Est), 1977-78 (Est) et 1987-88 (Est). |

### Bilan par saison
| Saison    | Championnat | Championnat | Championnat | Championnat | Championnat | Championnat | Championnat | Championnat | Championnat | Championnat | Coupe de Serbie     |
| Saison    | Division    | Pos         | Pts         | J           | V           | N           | D           | BP          | BC          | Diff        | Coupe de Serbie     |
| --------- | ----------- | ----------- | ----------- | ----------- | ----------- | ----------- | ----------- | ----------- | ----------- | ----------- | ------------------- |
| 2006-2007 | 2e          | 3e          | 65          | 38          | 19          | 8           | 11          | 52          | 38          | +14         | Huitièmes de finale |
| 2007-2008 | 1re         | 5e          | 41          | 33          | 11          | 8           | 14          | 25          | 33          | -8          | Huitièmes de finale |
| 2008-2009 | 1re         | 7e          | 38          | 33          | 10          | 8           | 15          | 28          | 37          | -9          | Quarts de finale    |
| 2009-2010 | 1re         | 15e         | 29          | 30          | 7           | 8           | 15          | 30          | 44          | -14         | Seizièmes de finale |
| 2010-2011 | 2e          | 6e          | 49          | 34          | 13          | 10          | 11          | 35          | 32          | +3          | Seizièmes de finale |
| 2011-2012 | 2e          | 6e          | 51          | 34          | 13          | 12          | 9           | 39          | 29          | +10         | Seizièmes de finale |
| 2012-2013 | 2e          | 1er         | 80          | 34          | 25          | 5           | 4           | 74          | 25          | +49         | Seizièmes de finale |
| 2013-2014 | 1re         | 9e          | 35          | 30          | 9           | 8           | 13          | 42          | 44          | -2          | Huitièmes de finale |
| 2014-2015 | 1re         | 14e         | 31          | 30          | 8           | 7           | 15          | 23          | 34          | -11         | Seizièmes de finale |
| 2015-2016 | 2e          | 1er         | 68          | 30          | 21          | 5           | 4           | 48          | 26          | +22         | Huitièmes de finale |
| 2016-2017 | 1re         | 6e          | 56          | 37          | 16          | 8           | 13          | 44          | 36          | +8          | Seizièmes de finale |
| 2017-2018 | 1re         | 7e          | 53          | 37          | 15          | 8           | 14          | 57          | 55          | +2          | Quarts de finale    |
| 2018-2019 | 1re         | 6e          | 48          | 37          | 12          | 12          | 13          | 46          | 50          | -4          | Quarts de finale    |
| 2019-2020 | 1re         | 10e         | 33          | 30          | 9           | 6           | 15          | 33          | 41          | -8          | Seizièmes de finale |
| 2020-2021 | 1re         | 11e         | 50          | 38          | 14          | 8           | 16          | 44          | 51          | -7          | Huitièmes de finale |
| 2021-2022 | 1re         | 8e          | 38          | 37          | 10          | 8           | 19          | 31          | 51          | -20         | Huitièmes de finale |
| 2022-2023 | 1re         | 9e          | 75          | 37          | 22          | 9           | 6           | 66          | 32          | +34         | Quarts de finale    |

Légende
- Promotion en division supérieure.
- Relégation en division inférieure.

### Bilan européen
Note : dans les résultats ci-dessous, le score du club est toujours donné en premier
| Saison    | Compétition | Tour          | Club             | Domicile | Extérieur | Total |
| --------- | ----------- | ------------- | ---------------- | -------- | --------- | ----- |
| 1980-1981 | Coupe UEFA  | Premier tour  | Dynamo Dresde    | 0 - 1    | 0 - 1     | 0 - 2 |
| 2000-2001 | Coupe UEFA  | Premier tour  | Viljandi Tulevik | 5 - 1    | 1 - 1     | 6 - 2 |
| 2000-2001 | Coupe UEFA  | Deuxième tour | OFI Crète        | 0 - 0    | 0 - 6     | 0 - 6 |

Légende
- Victoire ou qualification pour le tour suivant
- Match nul
- Défaite ou élimination de la compétition

## Personnalités du club

### Présidents
- Marko Mišković
- Miloš Nenezić

### Entraîneurs du club
| - Boško Ralić (1958 - 1959) - Dragan Bojović (1975 - 1976) - Vladica Popović (1976 - 1977) - Srećko Petković (1977 - 1978) - Dragoljub Milošević (1978) - Vladimir Milosavljević (1978 - 1979) - Tomislav Kaloperović (1979 - 1980) - Milenko Mihić (1980 - 1981) - Slobodan Dogandžić (1993 - 1994) - Vladimir Milosavljević (1994 - 1995) - Mikica Gošić (1999) - Vladislav Đukić (2000) - Miroslav Ivković & Zvonko Petrović (2001 - 2002) - Vladislav Đukić (2002 - 2003) - Saša Nikolić & Mladen Dodić (2007 - 2008) - Jovica Škoro (2008) - Nenad Sakić (2008 - 2009) - Jovica Škoro (2009 - 2010) - Borislav Zogović (2010) - Dragan Antić (2010 - 2011) | - Borislav Zogović (2011) - Mladen Dodić (2011) - Aleksandar Kristić (2012) - Nenad Milovanović (2012 - 2013) - Milan Lešnjak (2013) - Nenad Milovanović (2013 - 2014) - Nenad Lalatović (2014) - Siniša Gogić (2014) - Saša Štrbac (2014) - Branko Smiljanić (2014) - Slavko Matić (2014 - 2015) - Ljubiša Stamenković (2015) - Bogić Bogićević (2015 - 2016) - Dragan Ivanović (2016) - Vuk Rašović (2017) - Nenad Sakić (2017) - Milorad Kosanović (2017 - 2019) - Predrag Rogan (2019) - Ivan Stefanović (2019 - 2020) - Dragan Ivanović (2020) - Zoran Milinković (mars 2022-mai 2022) | - Dusan Djordjevic (juin 2022-fév. 2023) - Dragan Perisic (fév. 2023-oct. 2023) - Vladimir Gacinovic (nov. 2023-avr. 2024) - Ivan Stefanovic (avr. 2024-mai 2024) - Goran Stevanovic (juin 2024-déc. 2024) - Slavoljub Đorđević (déc. 2024-mars 2025) |

## Identité du club

Ancien logo
Logo actuel